# Buana Mekar
Buana Mekar is een bestuurslaag in het regentschap Sumedang van de provincie West-Java, Indonesië. Buana Mekar telt 3021 inwoners (volkstelling 2010).